# العبيدية (الملاح)

تعديل مصدري - تعديل

العبيدية هي إحدى قرى عزلة الملاح بمديرية الملاح التابعة لمحافظة لحج، بلغ تعداد سكانها 217 نسمة حسب تعداد اليمن لعام 2004.